# Nycteridopsylla quadrispina
Nycteridopsylla quadrispina är en loppart som beskrevs av Lang et Houyong 2003. Nycteridopsylla quadrispina ingår i släktet Nycteridopsylla och familjen fladdermusloppor. Inga underarter finns listade i Catalogue of Life.